# Čaltyr
Čaltyr (in russo Чалтырь?; in armeno Չալթր?) è un villaggio della Russia europea meridionale nell'oblast' di Rostov; è il centro amministrativo del distretto Mjasnikovskij.
Si trova 9 km a ovest di Rostov sul Don.